# Dilophotes ohirai
Dilophotes ohirai là một loài bọ cánh cứng trong họ Lycidae. Loài này được Ohbayashi miêu tả khoa học năm 1956.